# Boeing KC-46 Pegasus

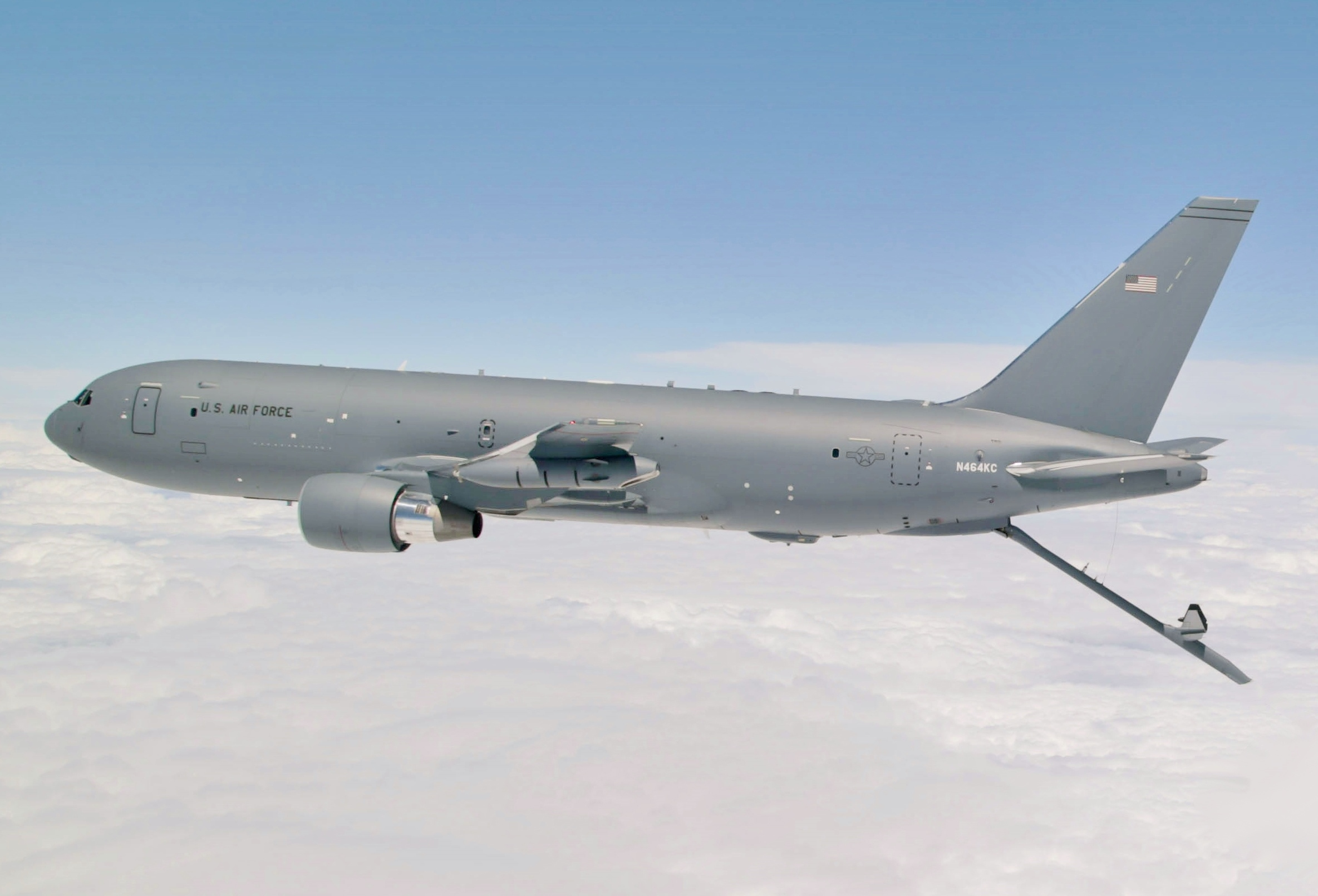
Een KC-46 in voorbereidng om een Boeing C-17 Globemaster III bij te tanken

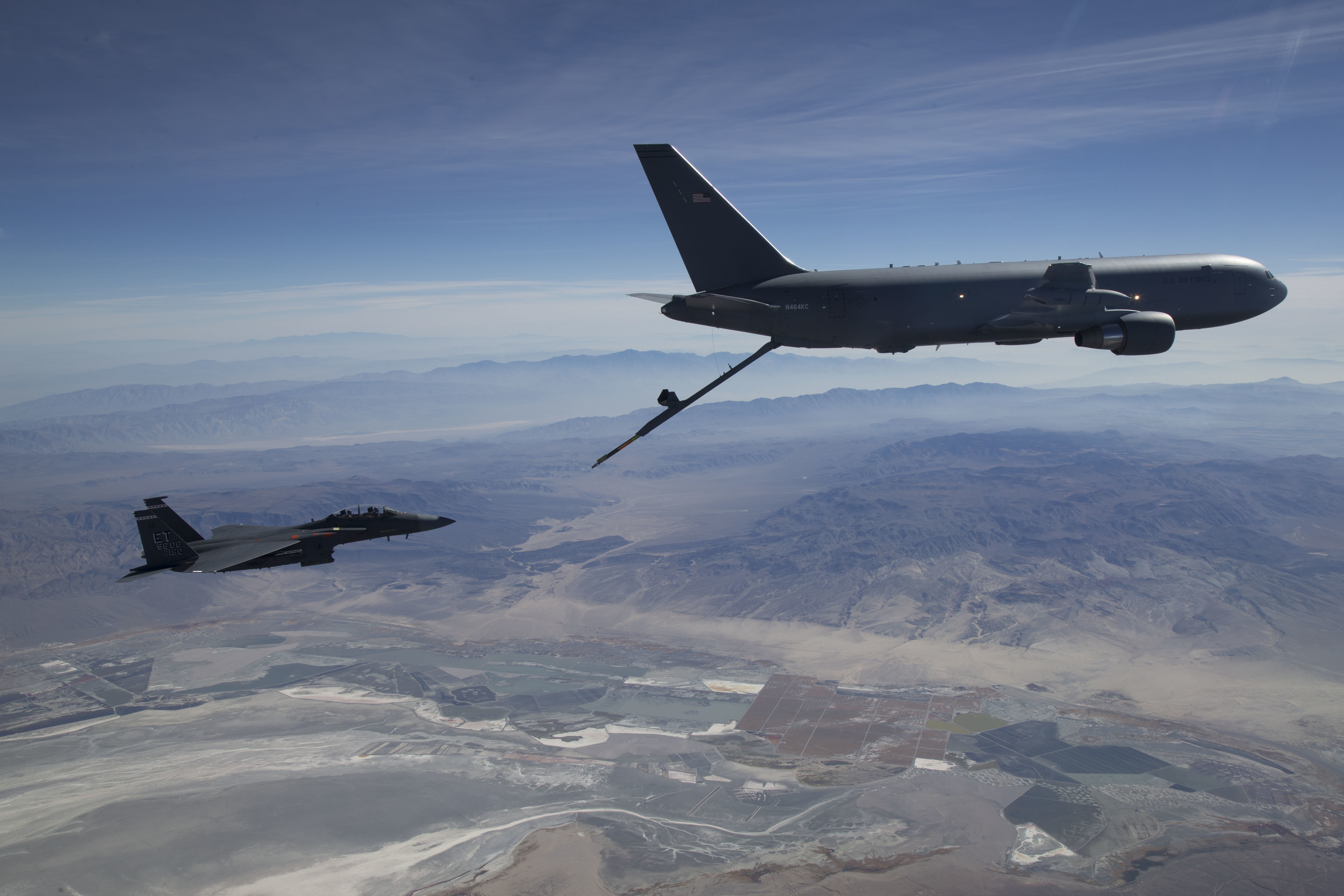
KC-46A Pegasus tankt een F-15 Strike Eagle bij

De Boeing KC-46 Pegasus is een tankvliegtuig van de Amerikaanse vliegtuigbouwer Boeing. Dit type werd voor het eerst in 2019 gebouwd. De KC-46 is afgeleid van de Boeing 767. In februari 2011 werd de tanker door de Amerikaanse luchtmacht (USAF) geselecteerd als winnaar in de KC-X-tankercompetitie ter vervanging van oudere Boeing KC-135 Stratotankers. Het eerste vliegtuig werd in januari 2019 aan de USAF geleverd. In april 2025 zijn al 89 van de 179 door de USAF bestelde tankers geleverd, een bestelling die in 2027 uitgeleverd zou zijn. 

## Specificaties
- Bemanning: drie: (gezagvoerder, copiloot, boom-operator)
- Lengte: 50,5 m
- Spanwijdte: 48,1 m
- Hoogte: 15,9 m
- Leeggewicht: 82.377 kg
- Maximum startgewicht: 188.240 kg
- Maximumsnelheid: 914 km/h
- Vliegplafond: 12.200 m
- Bereik: 11.830 km
- Motoren: 2× Pratt & Whitney PW4062 turbofans, met elk 280 kN stuwkracht.